# Seznam členů československého Federálního shromáždění po volbách v roce 1971
Toto je seznam členů Federálního shromáždění po volbách v roce 1971, kteří v tomto nejvyšším zákonodárném sboru ČSSR zasedali do voleb v roce 1976.

## Abecední seznam poslanců Sněmovny lidu
Včetně poslanců, kteří nabyli mandát až dodatečně při doplňovacích volbách (po rezignaci či úmrtí předchozího poslance). V závorce uvedena stranická příslušnost.

### A–H
- Marie Adamová (KSČ)
- prof. Miloš Axman, zasl. um. (KSČ)
- Ing. Ján Bandžák (Strana slobody)
- Ing. Andrej Barčák (KSS)
- Štefan Bartalos (bezpartijní)
- Ing. Jozef Belko (KSS)
- Ing. Miloslav Benc (KSČ)
- Ondrej Beňo (KSS)
- RSDr. Vasil Biľak (KSS)
- Ing. František Bill (KSČ)
- Anna Blisková (KSS)
- Adolf Bohuslav (KSČ)
- PhDr. Antonín Brabec (KSČ)
- Radomír Bubeník (KSČ)
- Ing. Ján Buocik (bezpartijní)
- Drahomíra Cabalková (KSČ)
- Michal Cyprich (KSS)
- Miroslav Čapka (KSČ)
- Josef Černý (ČSS)
- Václav David (KSČ)
- Eduard Diviš (KSČ)
- Josef Doležal (KSČ)
- Věra Dragounová (KSČ)
- Ing. Martin Dzúr (KSS)
- Andrej Džupina (KSČ)
- Ing. František Exner (KSČ)
- Josef Fail (KSČ)
- Jozef Fekete (KSS)
- Gusta Fučíková (KSČ)
- Jana Gahurová (KSČ)
- Mária Gajdošová (KSS)
- JUDr. doc. Milan Grégr (KSČ)
- Josef Grolmus (KSS)
- akad. Vladimír Hajko (KSS)
- František Hamouz (KSČ)
- Ľudovít Hanúsek (Strana slobody)
- PhDr. Jaroslav Hejna (KSČ)
- Jana Hermanová (bezpartijní)
- Juraj Hlinka (KSS)
- Ing. Karel Hoffmann (KSČ)
- PhDr.genp. Václav Horáček (KSČ)
- Štefanie Horčičková (KSČ)
- Ing. Miloslav Hruškovič (KSS)
- Jan Hudec (ČSS)
- Alois Hůla (KSČ)
- Ing. Václav Hůla (KSČ)
- Mária Humajová (bezpartijní)
- Ján Humeník (KSS)
- JUDr. Gustáv Husák,  CSc. (KSS)

### CH–R
- Stanislav Charvát (KSČ)
- Ing. Bohuslav Chňoupek (KSČ)
- Alois Indra (KSČ)
- Pavel Ivanič (KSS)
- Josef Jägerman (KSČ)
- RSDr. Miloš Jakeš (KSČ)
- Stanislav Janda (ČSL)
- Zlatuše Jandečková (bezpartijní)
- Věra Jandová (bezpartijní)
- Ing. Imrich Janec (KSS)
- Antonín Jankovič (bezpartijní)
- Květomila Jánská (KSČ)
- Maxmilián Jirák (KSČ)
- František Kakos (ČSS)
- genmjr. Jan Kalíšek (KSČ)
- Jaroslav Kalkus (KSČ)
- Ing. Dana Kancírová (KSČ)
- Pavel Kapec (KSS)
- Ing. doc. Antonín Kapek (KSČ)
- Eliška Kaplanová (KSČ)
- Ing. Radko Kaska,  CSc. (KSČ)
- Ing. Anton Kazmér (KSS)
- Libuše Kmeťová (bezpartijní)
- Vlasta Kohoutová (KSČ)
- Růžena Kolářová (KSČ)
- Drahomír Kolder (KSČ)
- Ján Konečník (bezpartijní)
- Stanislav Koranda (KSČ)[1]
- Alžběta Korbeľová (KSS)
- Josef Korčák (KSČ)
- Ing. Jozef Kosorín (bezpartijní)
- Helena Kovářová (KSČ)
- akad. Jaroslav Kožešník (KSČ)
- Václav Králíček (ČSS)
- Helena Králová (KSS)
- Vladimír Kratochvíl (ČSL)
- František Krupík (bezpartijní)
- Josef Kryll (KSČ)
- František Kubeš (KSČ)
- Karel Kubrt (KSČ)
- JUDr. Bohuslav Kučera (ČSS)
- Jan Kučera (ČSS)
- plk. Michal Kudzej (KSS)
- Ing. František Kugler (KSČ)
- Václava Kuželová (bezpartijní)
- Ing.akad. Bohumil Kvasil,  DrSc. (KSČ)
- Augustin Kvasnica (KSS)
- JUDr. prof. Karol Laco,  DrSc. (KSS)
- Bohuslav Laštovička (KSČ)
- Drahomíra Leflerová (KSČ)
- RSDr. Jozef Lenárt (KSS)
- Ján Lichner (SSO)
- Jaroslav Linhart (KSČ)
- Václav Lněnička (KSČ)
- prof.Ing. Karel Löbl,  DrSc. (ČSS)
- Július Lörincz (KSS)
- Čestmír Lovětínský (KSČ)
- Alexander Madarász (KSS)
- PhMr. Zdeněk Macháček (bezpartijní)
- Jan Machoň (ČSS)
- Vlasta Malíková (KSČ)
- RSDr. Miroslav Mamula (KSČ)
- MUDr. Štefan Manca (bezpartijní)
- Ing. Ján Marko (KSS)
- Ing. Karol Martinka (KSS)
- Ludmila Martinková  (KSČ)
- Jaromír Matušek (KSČ)
- Adéla Matýsková (bezpartijní)
- Irena Mészárosová (bezpartijní)
- Ing. Blažena Mészárošová (bezpartijní)
- Jozef Mihálik (KSS)
- Ing. Dezider Michalík (KSS)
- Karel Michalski (KSČ)
- Zuzana Mikošová (bezpartijní)
- Jozef Minďaš (KSS)
- Miroslav Moc (KSČ)
- Irena Moravčíková (bezpartijní)
- Štefan Mrázik (KSS)
- František Musil (KSČ)
- RSDr. Richard Nejezchleb (KSS)
- Ladislav Németh (KSS)
- Karel Neubert (politik) (KSČ)
- Alois Neuman (ČSS)
- Hildegarda Niedobová (bezpartijní)
- Vilém Nový (KSČ)
- Doc.PhDr. Jaromír Obzina,  DrSc. (KSČ)
- RSDr. František Ondřich (KSČ)
- Heribert Panster (KSČ)
- Miroslav Paruza (ČSS)
- Mária Paulechová (KSS)
- Zdeňka Pelnářová (KSČ)
- MUDr. doc. Soňa Pennigerová (KSČ)
- Václav Pešek (KSČ)
- Jan Petřík (bezpartijní)
- prom.práv. Františka Pilátová (KSČ)
- Ján Pirč (KSS)
- RSDr. Vladimír Pirošík (KSS)
- Josef Plojhar (ČSL)
- Ing. František Polák (KSČ)
- Jozef Polák (SSO)
- Antonín Pospíšil (ČSL)
- Jaroslav Pražák (ČSS)
- Josef Prchal (KSČ)
- Mária Prislupčáková (bezpartijní)
- Libuše Procházková (KSČ)
- Veronika Puterková-Najmanová (bezpartijní)
- Terezia Regulyová (KSS)
- Rudolf Rejhon (ČSL)
- genpor. Jozef Remek (KSČ)
- Mária Ridziková (bezpartijní)
- PhDr. Ján Riško (KSS)
- Ing., doc. Rudolf Rohlíček (KSS)
- Ing. Rudolf Říman (KSČ)

### S–Z
- Lumír Sakmar (KSČ)
- Zdenka Samková (KSČ)
- Věra Seidlová (KSČ)
- Anna Skácelová (KSČ)
- Lubomír Slavík (KSČ)
- Miloslav Slováček (KSČ)
- JUDr. Jaroslav Srb (ČSL)
- Ladislav Stejskal (KSČ)
- Josef Suber (KSČ)
- Ing. Oldřich Svačina (KSČ)
- Dr. Otakar Svěrčina (KSČ)
- Valter Szymik (bezpartijní)
- RSDr. Jan Šimek, CSc. (KSČ)
- Ing. Vladimír Šimek (ČSL)
- Bohumil Šimon (bezpartijní)
- Ing. Otakar Šimůnek (KSČ)
- Jozef Škula (Strana slobody)
- JUDr. Lubomír Štrougal (KSČ)
- Elena Švehlová (bezpartijní)
- Oldřich Švestka (KSČ)
- RSDr. František Tesař (KSČ)
- Richard Tichý (ČSL)
- Mária Tomašková (bezpartijní)
- Žofie Tschakertová (bezpartijní)
- Marie Tvrzníková (KSČ)
- Ing. Pavel Uher (KSS)
- MVDr. Miroslav Urban (KSČ)
- Jaroslav Vanek (bezpartijní)
- Juraj Varholík (KSS)
- Dobromila Vávrová (KSČ)
- Štefan Vdovjak (KSS)
- Dr. Bohuslav Večeřa (KSČ)
- František Veselý (KSČ)
- Terezie Vlčková (ČSL)
- Helena Vojtíšková (bezpartijní)
- plk. Zdeněk Vondrák (KSČ)
- Věroslav Vondrouš (ČSS)
- Ján Vranic (KSS)
- Vlasta Výbošťoková (bezpartijní)
- Jarmila Zadražilová (KSČ)
- Ing. Jindřich Zahradník (KSČ)
- Blažena Zderadičková (KSČ)
- Jindřich Zedník (KSČ)
- doc.Dr. Jan Zelenka, CSc. (KSČ)
- Rudolf Zíma (KSČ)
- František Zupka (KSS)
- JUDr. RSDr. Zdeněk Zuska (KSČ)
- doc. RSDr. Miroslav Žahour, CSc. (KSČ)

## Abecední seznam poslanců Sněmovny národů
Včetně poslanců, kteří nabyli mandát až dodatečně při doplňovacích volbách (po rezignaci či úmrtí předchozího poslance). V závorce uvedena stranická příslušnost.

### A–H
- Margita Adamová (bezpartijní)
- Ján Andrýs (bezpartijní)
- RSDr. doc. Pavel Auersperg,  CSc. (KSČ)
- Zita Babilonská (bezpartijní)
- Ondrej Bagoňa (KSS)
- Ernest Balog (SSO)
- RSDr. Jan Baryl (KSČ)
- Ing. Stanislav Bazala (bezpartijní)
- Miroslav Bendík (bezpartijní)
- Josefa Benešová (bezpartijní)
- prof. Ing. Anton Blažej,  DrSc. (KSS)
- Václav Blažek (KSČ)
- Jan Bleyer (KSČ)
- Karel Bocek (KSČ)
- JUDr. Jaroslav Brabec (KSČ)
- Štefan Buľko (SSO)
- Juraj Buňa (KSS)
- Oldřich Burger[2] (ČSS)
- prof. JUDr Peter Colotka,  CSc. (KSS)
- Ing. Jozef Csémi (KSS)
- Ľubomír Čajko (KSS)
- Vincencia Čambalová (KSS)
- Helena Čermáková (ČSS)
- Marie Čermáková (KSČ)
- Ľudovít Černáček (KSS)
- Ing. Zoltán Černák (KSS)
- Jan Červinka (KSČ)
- Ivan Danihel (bezpartijní)
- Vlastimil David (KSČ)
- Kamila Doležalová (KSČ)
- Rudolf Dráb (KSS)
- Alžběta Dubnická (bezpartijní)
- Zdeňka Dubská (bezpartijní)
- Vlastimil Ehrenberger (KSČ)
- Evžen Erban (KSČ)
- JUDr. Vojtěch Erban (KSČ)
- Vendelín Erős (KSS)
- Ing. Martin Fabík (KSS)
- Monika Felcmanová (bezpartijní)
- Marie Fialková (KSČ)
- PhDr. Jan Fojtík, CSc. (KSČ)
- Libuše Foretová (KSČ)
- Václav Frynta (ČSL)
- Zdeněk Gavenda (KSČ)
- Karol Geher (KSS)
- Josef Gratcl (ČSL)
- Ing. Ján Gregor (KSS)
- RSDr. Václav Hájek (KSČ)
- prof.JUDr. Dalibor Hanes (KSS)
- Ján Haško (SSO)
- Antonín Himl (KSČ)
- Bohumila Hlaváčová (bezpartijní)
- Božena Hollerová (bezpartijní)
- Karel Holub (ČSL)
- František Hons (KSČ)
- Oľga Horváthová (bezpartijní)
- Miroslav Hudeček (ČSL)
- Stanislav Hudeček (KSČ)
- Alois Huml (bezpartijní)
- Ladislav Hurdálek (KSČ)

### CH–R
- Rudolf Chlad (ČSS)
- Marie Churanová (KSČ)
- RSDr. Ján Janík (KSS)
- Josef Jelínek (???)
- Zuzana Jungerová (KSS)
- RSDr. Bedřich Kačírek (KSČ)
- František Kaduk (bezpartijní)
- Ján Kantorák (KSS)
- Miloslav Karban (bezpartijní)
- Ing. prof. Josef Kempný,  CSc. (KSČ)
- Ondrej Klokoč (KSS)
- Božena Kocinová (bezpartijní)
- PhDr. Samuel Kodaj (KSS)
- Margita Kondrčíková (bezpartijní)
- Ján Konvit (bezpartijní)
- Ladislav Kopřiva (ČSL)
- Ján Kováčik (KSS)
- Leopold Kovalčík (KSČ)
- Ing. Viliam Kožík, CSc. (KSS)
- Zdeňka Králová (KSČ)
- Evžen Krauskopf (ČSL)
- Ing. Drahoslav Křenek (KSČ)
- Miroslav Kučera (ČSS)
- Libuše Kvasnicová (bezpartijní)
- Magdaléna Lapárová (KSS)
- JUDr. Nina Lefflerová (KSS)
- doc. PaedDr. Matej Lúčan (KSS)
- Ferdinand Majtán (KSČ)
- Jozef Malina (SSO)
- Anna Mamráková (bezpartijní)
- doc. Eduard Manďák (KSČ)
- Emil Mánik (bezpartijní)
- JUDr. RSDr. Vladimír Mařík (politik) (KSČ)
- Ing. doc. Jaroslav Mašek, CSc. (KSČ)
- Vojtech Mihálik (KSS)
- Ing. Michal Mindoš (KSS)
- Ing. genmjr. Anton Muržic (KSS)
- Jan Mušal (KSČ)
- Mikuláš Nikman (Strana slobody)
- Štefan Opálek (KSS)
- Ildikó Pándyová (bezpartijní)
- Rostislav Petera (ČSL)
- Ľudovít Polák (bezpartijní)
- Oľga Poliaková (bezpartijní)
- Julie Pomikálková (KSČ)
- Jan Pravda (ČSS)
- Jan Procházka (KSČ)
- Rudolf Prukner (KSČ)
- Jiří Přibyl (KSČ)
- Zdeněk Pšenička (KSČ)
- Gregor Puškáš (KSS)
- Josef Reis (KSČ)
- Pavol Removčík (KSS)
- Alexander Renczes (KSS)
- RSDr. Emil Rigo (KSS)
- Kamil Richter (ČSS)
- Michal Rusnák (KSS)
- Ing. genplk. Karel Rusov (KSČ)

### S–Z
- doc. Michal Sabolčík,  CSc. (KSS)
- Milan Samončík (KSS)
- Jan Sedláček (ČSS)
- Karol Sevejáni (KSS)
- Miluša Staškovanová (bezpartijní, pak KSS)
- Ing. František Straka (KSČ)
- Mária Suľovská (KSS)
- Zdeněk Sytný (KSČ)
- Ferdinánd Szénasi (KSS)
- PhDr. Viliam Šalgovič,  CSc. (KSS)
- Ing. Josef Šimon (KSČ)
- prof.MUDr. Karol Šiška,  DrSc.akad. (KSS)
- RSDr.doc. Gejza Šlapka,  DrSc. (KSS)
- Blažena Šmejkalová (KSČ)
- Václav Štáfek (KSČ)
- Michal Štanceľ (KSS)
- Michal Šucha (KSS)
- Jozefa Šurková (KSS)
- Ferdinand Tomášik (Strana slobody)
- Emil Trávníček (KSČ)
- prof.MUDr. Tomáš Trávníček,  CSc. (KSČ)
- Ing. Juraj Turošík (KSS)
- Eugen Turzo (KSS)
- Pavol Urban (KSS)
- Oľga Vacková[3] (KSS)
- Miroslav Válek (KSS)
- Jozef Valo (KSS)
- Vasil Valo (KSČ)
- Zdeněk Vávra (KSČ)
- Vladimír Vedra (KSČ)
- Vlasta Vlčková (KSČ)
- Magdaléna Vojteková (KSS)
- Marie Vojtová (bezpartijní)
- Zdeněk Vomastek (KSČ)
- Ing. Juraj Vraňuch (KSS)
- Gizela Zabová (KSS)
- René Zahradník (KSČ)
- Alžběta Zamková (bezpartijní)
- Michal Zozuľák (KSS)